# Файзуллаев, Алишер Амануллаевич
Алише́р Аманулла́евич Файзулла́ев (узб. Alisher Amanullayevich Fay(i)zullayev, литературный псевдоним — Алишер Файз; род. 10 января 1957, Ташкент) — узбекистанский дипломат (в ранге чрезвычайного и полномочного посла), политолог, психолог и писатель.
Возглавлял дипломатические миссии Республики Узбекистан в Бельгии (1995—1998), Нидерландах, Люксембурге и Великобритании (1999—2003), а также миссии при Европейском Союзе (1995—1998) и НАТО (1995—1998). Занимал должности консультанта и главного консультанта Президентского аппарата (1993—1994), заместителя (1994—1995) и первого заместителя (1999) министра иностранных дел, госсоветника Президента Узбекистана по международным вопросам (1998—1999).
Имеет степени доктора политических наук (диссертация защищена в Университете мировой экономики и дипломатии в Ташкенте — УМЭД) и кандидата психологических наук (диссертация защищена в Институте психологии АН СССР под руководством Л. И. Анцыферовой). В УМЭД ведёт профессорскую работу на кафедре практической дипломатии, является директором лаборатории переговоров. В 2003 года стал первым проректором университета.
Алишер Файзуллаев был приглашенным учёным в Западно-Вашингтонском (1992) и Кембриджском университетах (2005), Фулбрайтовским исследователем во Флетчеровской школе права и дипломатии Тафтского университета и Института изучения дипломатии Джорджтаунского университета (2011—2012).
Автор книг «Дипломатические переговоры», «Как держава с державой: политика межличностных отношений», «Мотивационная саморегуляция личности», «Человек. Политика. Управление» и прозаических сборников «Tabula Rasa», «Круговорот». Художественные произведения Алишера Файзуллаева переводились на английский и корейский языки.
Был членом Международной ассоциации по управлению конфликтами, Сети организационного развития, Международного общества политической психологии и Североамериканской ассоциации профессионалов в области человеческого развития.

## Избранные публикации
- Алишер Файзуллаев. Мотивационная саморегуляция личности. — Ташкент: «Фан», 1987.
- Алишер Файзуллаев. Человек. Политика. Управление. — Ташкент: «Узбекистан», 1995.
- Алишер Файзуллаев. Дипломатические переговоры. — Ташкент: Издательство Университета мировой экономики и дипломатии, 2007.
- Алишер Файзуллаев. Как держава с державой: политика межличностных отношений. — М.: «Смысл», 2011.
- Алишер Файзуллаев. Утренний плов как социальное действо. «Дружба Народов» 2011, № 7
- Алишер Файз. Человеческие нюансы восточного города. «Дружба Народов» 2011, № 1
- Алишер Файз. Кембридж, или записки из интеллектуального рая. «Вестник Европы» 2006, № 18
- Faizullaev A. Diplomatic Interactions and Negotiations. Negotiation Journal, 2014, Vol. 30, Issue 3, pp. 275–299
- Faizullaev A. Diplomacy and Symbolism, The Hague Journal of Diplomacy, 2013, Vol. 8, No 2, pp. 91-114.
- Faizullaev A. Individual Experiencing of States, Review of International Studies, 2007, V. 33, No 3, pp. 531—554.
- Faizullaev A. Diplomacy and Self, Diplomacy and Statecraft, 2006. Vol. 17. No 3. Р. 497—522.
- Faizullaev A. Using Tai Chi to Enhance Negotiation Effectiveness, PIN-Points. Process of International Negotiation Network Perspectives, 2012, No 38, pp. 19-22. Архивная копия от 29 ноября 2014 на Wayback Machine
- Alisher Faiz. Connection. TRANSLATION Volume 2, Fall 2007. Архивная копия от 16 сентября 2014 на Wayback Machine
- Megoran N., Sharapova S. and Faizullaev A. Halford Mackinder’s «Heartland» a Help or Hindrance?, Geographical Journal, 2005. No 2 (171), pp. 177—178.

Художественные
- Алишер Файз. Tabula rasa. Рассказы. — Ташкент: «Шарк», 2004.
- Алишер Файз. Круговорот. Новеллы. — Ташкент: «Шарк», 2006.